# Gandawa-Wevelgem 2019
81. edycja wyścigu kolarskiego Gandawa-Wevelgem, która odbyła się 31 marca 2019 roku na trasie liczącej 251,5 km. Start wyścigu wyznaczono w Deinze, a metę w Wevelgem. Wyścig jest częścią UCI World Tour 2019.

## Uczestnicy

### Drużyny
W wyścigu wzięło udział 25 ekip: osiemnaście drużyn należących do UCI WorldTeams i siedem zespołów zaproszonych przez organizatorów z tzw. „dziką kartą”, należących do UCI Professional Continental Teams.
| WorldTeams (18)- Bora-hansgrohe - Deceuninck-Quick Step - Lotto Soudal - AG2R La Mondiale - Astana - Bahrain-Merida - CCC Team - EF Education First - Groupama-FDJ - Mitchelton-Scott - Movistar Team - Dimension Data - Team Jumbo-Visma - Katusha-Alpecin - Sky - Team Sunweb - Trek-Segafredo - UAE Team Emirates Professional continental teams (7)- Corendon-Circus - Wanty-Groupe Gobert - Sport Vlaanderen-Baloise - Wallonie Bruxelles - Cofidis, Solutions Crédits - Direct Énergie - Roompot-Charles |
| |

### Lista startowa
| Bora-Hansgrohe BOH | Bora-Hansgrohe BOH             | Bora-Hansgrohe BOH |
| ------------------ | ------------------------------ | ------------------ |
| Nr                 | Kolarz                         | Miejsce            |
| 1                  | Peter Sagan (SVK) (szosa)      | 32.                |
| 2                  | Maciej Bodnar (POL)            | DNF                |
| 3                  | Marcus Burghardt (GER)         | 69.                |
| 4                  | Michael Schwarzmann (GER)      | DNF                |
| 5                  | Daniel Oss (ITA)               | DNF                |
| 6                  | Pascal Ackermann (GER) (szosa) | DNF                |
| 7                  | Rüdiger Selig (GER)            | 8.                 |

| Deceuninck-Quick Step DQT | Deceuninck-Quick Step DQT   | Deceuninck-Quick Step DQT |
| ------------------------- | --------------------------- | ------------------------- |
| Nr                        | Kolarz                      | Miejsce                   |
| 11                        | Yves Lampaert (BEL) (szosa) | 77.                       |
| 12                        | Philippe Gilbert (BEL)      | 22.                       |
| 13                        | Elia Viviani (ITA) (szosa)  | 19.                       |
| 14                        | Fabio Jakobsen (NED)        | DNF                       |
| 15                        | Maximiliano Richeze (ARG)   | DNF                       |
| 16                        | Tim Declercq (BEL)          | 63.                       |
| 17                        | Zdeněk Štybar (CZE)         | 35.                       |

| Lotto-Soudal LTS | Lotto-Soudal LTS        | Lotto-Soudal LTS |
| ---------------- | ----------------------- | ---------------- |
| Nr               | Kolarz                  | Miejsce          |
| 21               | Tiesj Benoot (BEL)      | 13.              |
| 22               | Adam Blythe (GBR)       | DNF              |
| 23               | Jens Keukeleire (BEL)   | 15.              |
| 24               | Frederik Frison (BEL)   | DNF              |
| 25               | Nikolas Maes (BEL)      | 53.              |
| 26               | Lawrence Naesen (BEL)   | DNF              |
| 27               | Brian van Goethem (NED) | DNF              |

| AG2R La Mondiale ALM | AG2R La Mondiale ALM             | AG2R La Mondiale ALM |
| -------------------- | -------------------------------- | -------------------- |
| Nr                   | Kolarz                           | Miejsce              |
| 31                   | Oliver Naesen (BEL)              | 3.                   |
| 32                   | Gediminas Bagdonas (LTU) (szosa) | DNF                  |
| 33                   | Nico Denz (GER)                  | 68.                  |
| 34                   | Silvan Dillier (SUI)             | 59.                  |
| 35                   | Julien Duval (FRA)               | DNF                  |
| 36                   | Clément Venturini (FRA)          | 73.                  |
| 37                   | Stijn Vandenbergh (BEL)          | 62.                  |

| Astana AST | Astana AST                | Astana AST |
| ---------- | ------------------------- | ---------- |
| Nr         | Kolarz                    | Miejsce    |
| 41         | Magnus Cort Nielsen (DEN) | DNF        |
| 42         | Davide Ballerini (ITA)    | 43.        |
| 43         | Żandos Biżygitow (KAZ)    | DNF        |
| 44         | Laurens De Vreese (BEL)   | 52.        |
| 45         | Jewgienij Gidicz (KAZ)    | DNF        |
| 46         | Dmitrij Gruzdiew (KAZ)    | DNF        |
| 47         | Hugo Houle (CAN)          | DNF        |

| Bahrain-Merida TBM | Bahrain-Merida TBM          | Bahrain-Merida TBM |
| ------------------ | --------------------------- | ------------------ |
| Nr                 | Kolarz                      | Miejsce            |
| 51                 | Sonny Colbrelli (ITA)       | DNF                |
| 52                 | Iván García Cortina (ESP)   | DNF                |
| 53                 | Heinrich Haussler (AUS)     | DNF                |
| 54                 | Marcel Sieberg (GER)        | DNF                |
| 55                 | Matej Mohorič (SLO) (szosa) | 9.                 |
| 56                 | Luka Pibernik (SLO)         | DNF                |
| 57                 | Jan Tratnik (SLO)           | DNF                |

| CCC Team CPT | CCC Team CPT                   | CCC Team CPT |
| ------------ | ------------------------------ | ------------ |
| Nr           | Kolarz                         | Miejsce      |
| 61           | Greg Van Avermaet (BEL)        | 20.          |
| 62           | Paweł Bernas (POL)             | DNF          |
| 63           | Szymon Sajnok (POL)            | DNF          |
| 64           | Michael Schär (SUI)            | 66.          |
| 65           | Guillaume Van Keirsbulck (BEL) | DNF          |
| 66           | Gijs Van Hoecke (BEL)          | 64.          |
| 67           | Łukasz Wiśniowski (POL)        | DNF          |

| EF Education First EF1 | EF Education First EF1    | EF Education First EF1 |
| ---------------------- | ------------------------- | ---------------------- |
| Nr                     | Kolarz                    | Miejsce                |
| 71                     | Alberto Bettiol (ITA)     | DNF                    |
| 72                     | Moreno Hofland (NED)      | DNF                    |
| 73                     | Sebastian Langeveld (NED) | 26.                    |
| 74                     | Sacha Modolo (ITA)        | DNF                    |
| 75                     | Logan Owen (USA)          | DNF                    |
| 76                     | Thomas Scully (NZL)       | 75.                    |
| 77                     | Julius van den Berg (NED) | DNF                    |

| Groupama-FDJ GFC | Groupama-FDJ GFC          | Groupama-FDJ GFC |
| ---------------- | ------------------------- | ---------------- |
| Nr               | Kolarz                    | Miejsce          |
| 81               | Arnaud Démare (FRA)       | 67.              |
| 82               | Jacopo Guarnieri (ITA)    | DNF              |
| 83               | Ignatas Konovalovas (LTU) | DNF              |
| 84               | Stefan Küng (SUI)         | 16.              |
| 85               | Olivier Le Gac (FRA)      | 49.              |
| 86               | Miles Scotson (AUS)       | DNF              |
| 87               | Ramon Sinkeldam (NED)     | 44.              |

| Mitchelton-Scott MTS | Mitchelton-Scott MTS          | Mitchelton-Scott MTS |
| -------------------- | ----------------------------- | -------------------- |
| Nr                   | Kolarz                        | Miejsce              |
| 91                   | Matteo Trentin (ITA) (szosa)  | 7.                   |
| 92                   | Jack Bauer (NZL)              | 31.                  |
| 93                   | Edoardo Affini (ITA)          | DNF                  |
| 94                   | Christopher Juul-Jensen (DEN) | 70.                  |
| 95                   | Callum Scotson (AUS)          | DNF                  |
| 96                   | Michael Hepburn (AUS)         | DNF                  |
| 97                   | Luka Mezgec (SLO)             | DNF                  |

| Movistar Team MOV | Movistar Team MOV      | Movistar Team MOV |
| ----------------- | ---------------------- | ----------------- |
| Nr                | Kolarz                 | Miejsce           |
| 101               | Jürgen Roelandts (BEL) | 60.               |
| 102               | Jorge Arcas (ESP)      | DNF               |
| 103               | Carlos Barbero (ESP)   | 12.               |
| 104               | Héctor Carretero (ESP) | DNF               |
| 105               | Jaime Castrillo (ESP)  | DNF               |
| 106               | Eduard Prades (ESP)    | DNF               |
| 107               | Jasha Sütterlin (GER)  | 38.               |

| Dimension Data TDD | Dimension Data TDD                | Dimension Data TDD |
| ------------------ | --------------------------------- | ------------------ |
| Nr                 | Kolarz                            | Miejsce            |
| 111                | Edvald Boasson Hagen (NOR)        | 56.                |
| 112                | Michael Valgren (DEN)             | DNF                |
| 113                | Lars Bak (DEN)                    | DNF                |
| 114                | Bernhard Eisel (AUT)              | DNF                |
| 115                | Reinardt Janse van Rensburg (RSA) | DNF                |
| 116                | Giacomo Nizzolo (ITA)             | DNF                |
| 117                | Julien Vermote (BEL)              | DNF                |

| Team Jumbo-Visma TJV | Team Jumbo-Visma TJV        | Team Jumbo-Visma TJV |
| -------------------- | --------------------------- | -------------------- |
| Nr                   | Kolarz                      | Miejsce              |
| 121                  | Wout van Aert (BEL)         | 29.                  |
| 122                  | Pascal Eenkhoorn (NED)      | 46.                  |
| 123                  | Amund Grøndahl Jansen (NOR) | 24.                  |
| 124                  | Maarten Wynants (BEL)       | 30.                  |
| 125                  | Mike Teunissen (NED)        | 25.                  |
| 126                  | Taco van der Hoorn (NED)    | DNF                  |
| 127                  | Danny van Poppel (NED)      | 5.                   |

| Katusha-Alpecin TKA | Katusha-Alpecin TKA        | Katusha-Alpecin TKA |
| ------------------- | -------------------------- | ------------------- |
| Nr                  | Kolarz                     | Miejsce             |
| 131                 | Jens Debusschere (BEL)     | 10.                 |
| 132                 | Harry Tanfield (GBR)       | DNF                 |
| 133                 | Marco Haller (AUT)         | 27.                 |
| 134                 | Wiaczesław Kuzniecow (RUS) | 65.                 |
| 135                 | Reto Hollenstein (SUI)     | DNF                 |
| 136                 | Mads Würtz Schmidt (DEN)   | DNF                 |
| 137                 | Willie Smit (RSA)          | DNF                 |

| Team Sky SKY | Team Sky SKY               | Team Sky SKY |
| ------------ | -------------------------- | ------------ |
| Nr           | Kolarz                     | Miejsce      |
| 141          | Gianni Moscon (ITA)        | 76.          |
| 142          | Leonardo Basso (ITA)       | DNF          |
| 143          | Filippo Ganna (ITA)        | DNF          |
| 144          | Kristoffer Halvorsen (NOR) | 55.          |
| 145          | Christopher Lawless (GBR)  | DNF          |
| 146          | Luke Rowe (GBR)            | 18.          |
| 147          | Ian Stannard (GBR)         | 74.          |

| Team Sunweb SUN | Team Sunweb SUN              | Team Sunweb SUN |
| --------------- | ---------------------------- | --------------- |
| Nr              | Kolarz                       | Miejsce         |
| 151             | Søren Kragh Andersen (DEN)   | 11.             |
| 152             | Casper Pedersen (DEN)        | DNF             |
| 153             | Cees Bol (NED)               | 45.             |
| 154             | Roy Curvers (NED)            | DNF             |
| 155             | Florian Stork (GER)          | DNF             |
| 156             | Max Walscheid (GER)          | 51.             |
| 157             | Asbjørn Kragh Andersen (DEN) | DNF             |

| Trek-Segafredo TFS | Trek-Segafredo TFS   | Trek-Segafredo TFS |
| ------------------ | -------------------- | ------------------ |
| Nr                 | Kolarz               | Miejsce            |
| 161                | John Degenkolb (GER) | 2.                 |
| 162                | Koen de Kort (NED)   | DNF                |
| 163                | Alex Frame (NZL)     | DNF                |
| 164                | Mads Pedersen (DEN)  | 33.                |
| 165                | Kiel Reijnen (USA)   | DNF                |
| 166                | Jasper Stuyven (BEL) | 17.                |
| 167                | Edward Theuns (BEL)  | 37.                |

| UAE Team Emirates UAD | UAE Team Emirates UAD              | UAE Team Emirates UAD |
| --------------------- | ---------------------------------- | --------------------- |
| Nr                    | Kolarz                             | Miejsce               |
| 171                   | Fernando Gaviria (COL)             | 21.                   |
| 172                   | Sven Erik Bystrøm (NOR)            | DNF                   |
| 173                   | Simone Consonni (ITA)              | DNF                   |
| 174                   | Alexander Kristoff (NOR)           | 1.                    |
| 175                   | Vegard Stake Laengen (NOR) (szosa) | 72.                   |
| 176                   | Marco Marcato (ITA)                | 61.                   |
| 177                   | Oliviero Troia (ITA)               | DNF                   |

| Corendon-Circus COC | Corendon-Circus COC                | Corendon-Circus COC |
| ------------------- | ---------------------------------- | ------------------- |
| Nr                  | Kolarz                             | Miejsce             |
| 181                 | Mathieu van der Poel (NED) (szosa) | 4.                  |
| 182                 | Dries De Bondt (BEL)               | 58.                 |
| 183                 | Stijn Devolder (BEL)               | DNF                 |
| 184                 | Lasse Norman Leth (DEN)            | DNF                 |
| 185                 | Roy Jans (BEL)                     | 40.                 |
| 186                 | Jimmy Janssens (BEL)               | DNF                 |
| 187                 | Gianni Vermeersch (BEL)            | 28.                 |

| Wanty-Gobert WGG | Wanty-Gobert WGG           | Wanty-Gobert WGG |
| ---------------- | -------------------------- | ---------------- |
| Nr               | Kolarz                     | Miejsce          |
| 191              | Frederik Backaert (BEL)    | DNF              |
| 193              | Aimé De Gendt (BEL)        | DNF              |
| 194              | Tom Devriendt (BEL)        | DNF              |
| 195              | Timothy Dupont (BEL)       | 42.              |
| 196              | Andrea Pasqualon (ITA)     | DNF              |
| 197              | Pieter Vanspeybrouck (BEL) | DNF              |
| 198              | Loïc Vliegen (BEL)         | 54.              |

| Sport Vlaanderen-Baloise SVB | Sport Vlaanderen-Baloise SVB | Sport Vlaanderen-Baloise SVB |
| ---------------------------- | ---------------------------- | ---------------------------- |
| Nr                           | Kolarz                       | Miejsce                      |
| 201                          | Amaury Capiot (BEL)          | DNF                          |
| 202                          | Milan Menten (BEL)           | DNF                          |
| 203                          | Edward Planckaert (BEL)      | 50.                          |
| 204                          | Dries Van Gestel (BEL)       | 36.                          |
| 205                          | Preben Van Hecke (BEL)       | DNF                          |
| 206                          | Kenneth Van Rooy (BEL)       | DNF                          |
| 207                          | Jordi Warlop (BEL)           | DNF                          |

| Wallonie Bruxelles WVA | Wallonie Bruxelles WVA    | Wallonie Bruxelles WVA |
| ---------------------- | ------------------------- | ---------------------- |
| Nr                     | Kolarz                    | Miejsce                |
| 211                    | Kenny Dehaes (BEL)        | DNF                    |
| 212                    | Justin Jules (FRA)        | DNF                    |
| 213                    | Lionel Taminiaux (BEL)    | DNF                    |
| 214                    | Tom Wirtgen (LUX)         | DNF                    |
| 215                    | Baptiste Planckaert (BEL) | 47.                    |
| 216                    | Franklin Six (BEL)        | 78.                    |
| 217                    | Lukas Spengler (SUI)      | DNF                    |

| Cofidis, Solutions Crédits COF | Cofidis, Solutions Crédits COF | Cofidis, Solutions Crédits COF |
| ------------------------------ | ------------------------------ | ------------------------------ |
| Nr                             | Kolarz                         | Miejsce                        |
| 221                            | Christophe Laporte (FRA)       | 39.                            |
| 222                            | Filippo Fortin (ITA)           | DNF                            |
| 223                            | Damien Touzé (FRA)             | 48.                            |
| 224                            | Geoffrey Soupe (FRA)           | DNF                            |
| 225                            | Bert Van Lerberghe (BEL)       | 71.                            |
| 226                            | Kenneth Vanbilsen (BEL)        | DNF                            |
| 227                            | Zico Waeytens (BEL)            | DNF                            |

| Direct Énergie TDE | Direct Énergie TDE       | Direct Énergie TDE |
| ------------------ | ------------------------ | ------------------ |
| Nr                 | Kolarz                   | Miejsce            |
| 231                | Niki Terpstra (NED)      | 23.                |
| 232                | Damien Gaudin (FRA)      | 34.                |
| 233                | Mathieu Burgaudeau (FRA) | DNF                |
| 234                | Pim Ligthart (NED)       | DNF                |
| 235                | Adrien Petit (FRA)       | 6.                 |
| 236                | Simon Sellier (FRA)      | DNF                |
| 237                | Anthony Turgis (FRA)     | 14.                |

| Roompot-Charles ROC | Roompot-Charles ROC        | Roompot-Charles ROC |
| ------------------- | -------------------------- | ------------------- |
| Nr                  | Kolarz                     | Miejsce             |
| 241                 | Lars Boom (NED)            | 57.                 |
| 242                 | Jesper Asselman (NED)      | DNF                 |
| 243                 | Senne Leysen (BEL)         | DNF                 |
| 244                 | Stijn Steels (BEL)         | DNF                 |
| 245                 | Sjoerd van Ginneken (NED)  | DNF                 |
| 246                 | Boy van Poppel (NED)       | 41.                 |
| 247                 | Jan-Willem van Schip (NED) | DNF                 |

| Bora-Hansgrohe BOH | Bora-Hansgrohe BOH             | Bora-Hansgrohe BOH |
| ------------------ | ------------------------------ | ------------------ |
| Nr                 | Kolarz                         | Miejsce            |
| 1                  | Peter Sagan (SVK) (szosa)      | 32.                |
| 2                  | Maciej Bodnar (POL)            | DNF                |
| 3                  | Marcus Burghardt (GER)         | 69.                |
| 4                  | Michael Schwarzmann (GER)      | DNF                |
| 5                  | Daniel Oss (ITA)               | DNF                |
| 6                  | Pascal Ackermann (GER) (szosa) | DNF                |
| 7                  | Rüdiger Selig (GER)            | 8.                 |

| Deceuninck-Quick Step DQT | Deceuninck-Quick Step DQT   | Deceuninck-Quick Step DQT |
| ------------------------- | --------------------------- | ------------------------- |
| Nr                        | Kolarz                      | Miejsce                   |
| 11                        | Yves Lampaert (BEL) (szosa) | 77.                       |
| 12                        | Philippe Gilbert (BEL)      | 22.                       |
| 13                        | Elia Viviani (ITA) (szosa)  | 19.                       |
| 14                        | Fabio Jakobsen (NED)        | DNF                       |
| 15                        | Maximiliano Richeze (ARG)   | DNF                       |
| 16                        | Tim Declercq (BEL)          | 63.                       |
| 17                        | Zdeněk Štybar (CZE)         | 35.                       |

| Lotto-Soudal LTS | Lotto-Soudal LTS        | Lotto-Soudal LTS |
| ---------------- | ----------------------- | ---------------- |
| Nr               | Kolarz                  | Miejsce          |
| 21               | Tiesj Benoot (BEL)      | 13.              |
| 22               | Adam Blythe (GBR)       | DNF              |
| 23               | Jens Keukeleire (BEL)   | 15.              |
| 24               | Frederik Frison (BEL)   | DNF              |
| 25               | Nikolas Maes (BEL)      | 53.              |
| 26               | Lawrence Naesen (BEL)   | DNF              |
| 27               | Brian van Goethem (NED) | DNF              |

| AG2R La Mondiale ALM | AG2R La Mondiale ALM             | AG2R La Mondiale ALM |
| -------------------- | -------------------------------- | -------------------- |
| Nr                   | Kolarz                           | Miejsce              |
| 31                   | Oliver Naesen (BEL)              | 3.                   |
| 32                   | Gediminas Bagdonas (LTU) (szosa) | DNF                  |
| 33                   | Nico Denz (GER)                  | 68.                  |
| 34                   | Silvan Dillier (SUI)             | 59.                  |
| 35                   | Julien Duval (FRA)               | DNF                  |
| 36                   | Clément Venturini (FRA)          | 73.                  |
| 37                   | Stijn Vandenbergh (BEL)          | 62.                  |

| Astana AST | Astana AST                | Astana AST |
| ---------- | ------------------------- | ---------- |
| Nr         | Kolarz                    | Miejsce    |
| 41         | Magnus Cort Nielsen (DEN) | DNF        |
| 42         | Davide Ballerini (ITA)    | 43.        |
| 43         | Żandos Biżygitow (KAZ)    | DNF        |
| 44         | Laurens De Vreese (BEL)   | 52.        |
| 45         | Jewgienij Gidicz (KAZ)    | DNF        |
| 46         | Dmitrij Gruzdiew (KAZ)    | DNF        |
| 47         | Hugo Houle (CAN)          | DNF        |

| Bahrain-Merida TBM | Bahrain-Merida TBM          | Bahrain-Merida TBM |
| ------------------ | --------------------------- | ------------------ |
| Nr                 | Kolarz                      | Miejsce            |
| 51                 | Sonny Colbrelli (ITA)       | DNF                |
| 52                 | Iván García Cortina (ESP)   | DNF                |
| 53                 | Heinrich Haussler (AUS)     | DNF                |
| 54                 | Marcel Sieberg (GER)        | DNF                |
| 55                 | Matej Mohorič (SLO) (szosa) | 9.                 |
| 56                 | Luka Pibernik (SLO)         | DNF                |
| 57                 | Jan Tratnik (SLO)           | DNF                |

| CCC Team CPT | CCC Team CPT                   | CCC Team CPT |
| ------------ | ------------------------------ | ------------ |
| Nr           | Kolarz                         | Miejsce      |
| 61           | Greg Van Avermaet (BEL)        | 20.          |
| 62           | Paweł Bernas (POL)             | DNF          |
| 63           | Szymon Sajnok (POL)            | DNF          |
| 64           | Michael Schär (SUI)            | 66.          |
| 65           | Guillaume Van Keirsbulck (BEL) | DNF          |
| 66           | Gijs Van Hoecke (BEL)          | 64.          |
| 67           | Łukasz Wiśniowski (POL)        | DNF          |

| EF Education First EF1 | EF Education First EF1    | EF Education First EF1 |
| ---------------------- | ------------------------- | ---------------------- |
| Nr                     | Kolarz                    | Miejsce                |
| 71                     | Alberto Bettiol (ITA)     | DNF                    |
| 72                     | Moreno Hofland (NED)      | DNF                    |
| 73                     | Sebastian Langeveld (NED) | 26.                    |
| 74                     | Sacha Modolo (ITA)        | DNF                    |
| 75                     | Logan Owen (USA)          | DNF                    |
| 76                     | Thomas Scully (NZL)       | 75.                    |
| 77                     | Julius van den Berg (NED) | DNF                    |

| Groupama-FDJ GFC | Groupama-FDJ GFC          | Groupama-FDJ GFC |
| ---------------- | ------------------------- | ---------------- |
| Nr               | Kolarz                    | Miejsce          |
| 81               | Arnaud Démare (FRA)       | 67.              |
| 82               | Jacopo Guarnieri (ITA)    | DNF              |
| 83               | Ignatas Konovalovas (LTU) | DNF              |
| 84               | Stefan Küng (SUI)         | 16.              |
| 85               | Olivier Le Gac (FRA)      | 49.              |
| 86               | Miles Scotson (AUS)       | DNF              |
| 87               | Ramon Sinkeldam (NED)     | 44.              |

| Mitchelton-Scott MTS | Mitchelton-Scott MTS          | Mitchelton-Scott MTS |
| -------------------- | ----------------------------- | -------------------- |
| Nr                   | Kolarz                        | Miejsce              |
| 91                   | Matteo Trentin (ITA) (szosa)  | 7.                   |
| 92                   | Jack Bauer (NZL)              | 31.                  |
| 93                   | Edoardo Affini (ITA)          | DNF                  |
| 94                   | Christopher Juul-Jensen (DEN) | 70.                  |
| 95                   | Callum Scotson (AUS)          | DNF                  |
| 96                   | Michael Hepburn (AUS)         | DNF                  |
| 97                   | Luka Mezgec (SLO)             | DNF                  |

| Movistar Team MOV | Movistar Team MOV      | Movistar Team MOV |
| ----------------- | ---------------------- | ----------------- |
| Nr                | Kolarz                 | Miejsce           |
| 101               | Jürgen Roelandts (BEL) | 60.               |
| 102               | Jorge Arcas (ESP)      | DNF               |
| 103               | Carlos Barbero (ESP)   | 12.               |
| 104               | Héctor Carretero (ESP) | DNF               |
| 105               | Jaime Castrillo (ESP)  | DNF               |
| 106               | Eduard Prades (ESP)    | DNF               |
| 107               | Jasha Sütterlin (GER)  | 38.               |

| Dimension Data TDD | Dimension Data TDD                | Dimension Data TDD |
| ------------------ | --------------------------------- | ------------------ |
| Nr                 | Kolarz                            | Miejsce            |
| 111                | Edvald Boasson Hagen (NOR)        | 56.                |
| 112                | Michael Valgren (DEN)             | DNF                |
| 113                | Lars Bak (DEN)                    | DNF                |
| 114                | Bernhard Eisel (AUT)              | DNF                |
| 115                | Reinardt Janse van Rensburg (RSA) | DNF                |
| 116                | Giacomo Nizzolo (ITA)             | DNF                |
| 117                | Julien Vermote (BEL)              | DNF                |

| Team Jumbo-Visma TJV | Team Jumbo-Visma TJV        | Team Jumbo-Visma TJV |
| -------------------- | --------------------------- | -------------------- |
| Nr                   | Kolarz                      | Miejsce              |
| 121                  | Wout van Aert (BEL)         | 29.                  |
| 122                  | Pascal Eenkhoorn (NED)      | 46.                  |
| 123                  | Amund Grøndahl Jansen (NOR) | 24.                  |
| 124                  | Maarten Wynants (BEL)       | 30.                  |
| 125                  | Mike Teunissen (NED)        | 25.                  |
| 126                  | Taco van der Hoorn (NED)    | DNF                  |
| 127                  | Danny van Poppel (NED)      | 5.                   |

| Katusha-Alpecin TKA | Katusha-Alpecin TKA        | Katusha-Alpecin TKA |
| ------------------- | -------------------------- | ------------------- |
| Nr                  | Kolarz                     | Miejsce             |
| 131                 | Jens Debusschere (BEL)     | 10.                 |
| 132                 | Harry Tanfield (GBR)       | DNF                 |
| 133                 | Marco Haller (AUT)         | 27.                 |
| 134                 | Wiaczesław Kuzniecow (RUS) | 65.                 |
| 135                 | Reto Hollenstein (SUI)     | DNF                 |
| 136                 | Mads Würtz Schmidt (DEN)   | DNF                 |
| 137                 | Willie Smit (RSA)          | DNF                 |

| Team Sky SKY | Team Sky SKY               | Team Sky SKY |
| ------------ | -------------------------- | ------------ |
| Nr           | Kolarz                     | Miejsce      |
| 141          | Gianni Moscon (ITA)        | 76.          |
| 142          | Leonardo Basso (ITA)       | DNF          |
| 143          | Filippo Ganna (ITA)        | DNF          |
| 144          | Kristoffer Halvorsen (NOR) | 55.          |
| 145          | Christopher Lawless (GBR)  | DNF          |
| 146          | Luke Rowe (GBR)            | 18.          |
| 147          | Ian Stannard (GBR)         | 74.          |

| Team Sunweb SUN | Team Sunweb SUN              | Team Sunweb SUN |
| --------------- | ---------------------------- | --------------- |
| Nr              | Kolarz                       | Miejsce         |
| 151             | Søren Kragh Andersen (DEN)   | 11.             |
| 152             | Casper Pedersen (DEN)        | DNF             |
| 153             | Cees Bol (NED)               | 45.             |
| 154             | Roy Curvers (NED)            | DNF             |
| 155             | Florian Stork (GER)          | DNF             |
| 156             | Max Walscheid (GER)          | 51.             |
| 157             | Asbjørn Kragh Andersen (DEN) | DNF             |

| Trek-Segafredo TFS | Trek-Segafredo TFS   | Trek-Segafredo TFS |
| ------------------ | -------------------- | ------------------ |
| Nr                 | Kolarz               | Miejsce            |
| 161                | John Degenkolb (GER) | 2.                 |
| 162                | Koen de Kort (NED)   | DNF                |
| 163                | Alex Frame (NZL)     | DNF                |
| 164                | Mads Pedersen (DEN)  | 33.                |
| 165                | Kiel Reijnen (USA)   | DNF                |
| 166                | Jasper Stuyven (BEL) | 17.                |
| 167                | Edward Theuns (BEL)  | 37.                |

| UAE Team Emirates UAD | UAE Team Emirates UAD              | UAE Team Emirates UAD |
| --------------------- | ---------------------------------- | --------------------- |
| Nr                    | Kolarz                             | Miejsce               |
| 171                   | Fernando Gaviria (COL)             | 21.                   |
| 172                   | Sven Erik Bystrøm (NOR)            | DNF                   |
| 173                   | Simone Consonni (ITA)              | DNF                   |
| 174                   | Alexander Kristoff (NOR)           | 1.                    |
| 175                   | Vegard Stake Laengen (NOR) (szosa) | 72.                   |
| 176                   | Marco Marcato (ITA)                | 61.                   |
| 177                   | Oliviero Troia (ITA)               | DNF                   |

| Corendon-Circus COC | Corendon-Circus COC                | Corendon-Circus COC |
| ------------------- | ---------------------------------- | ------------------- |
| Nr                  | Kolarz                             | Miejsce             |
| 181                 | Mathieu van der Poel (NED) (szosa) | 4.                  |
| 182                 | Dries De Bondt (BEL)               | 58.                 |
| 183                 | Stijn Devolder (BEL)               | DNF                 |
| 184                 | Lasse Norman Leth (DEN)            | DNF                 |
| 185                 | Roy Jans (BEL)                     | 40.                 |
| 186                 | Jimmy Janssens (BEL)               | DNF                 |
| 187                 | Gianni Vermeersch (BEL)            | 28.                 |

| Wanty-Gobert WGG | Wanty-Gobert WGG           | Wanty-Gobert WGG |
| ---------------- | -------------------------- | ---------------- |
| Nr               | Kolarz                     | Miejsce          |
| 191              | Frederik Backaert (BEL)    | DNF              |
| 193              | Aimé De Gendt (BEL)        | DNF              |
| 194              | Tom Devriendt (BEL)        | DNF              |
| 195              | Timothy Dupont (BEL)       | 42.              |
| 196              | Andrea Pasqualon (ITA)     | DNF              |
| 197              | Pieter Vanspeybrouck (BEL) | DNF              |
| 198              | Loïc Vliegen (BEL)         | 54.              |

| Sport Vlaanderen-Baloise SVB | Sport Vlaanderen-Baloise SVB | Sport Vlaanderen-Baloise SVB |
| ---------------------------- | ---------------------------- | ---------------------------- |
| Nr                           | Kolarz                       | Miejsce                      |
| 201                          | Amaury Capiot (BEL)          | DNF                          |
| 202                          | Milan Menten (BEL)           | DNF                          |
| 203                          | Edward Planckaert (BEL)      | 50.                          |
| 204                          | Dries Van Gestel (BEL)       | 36.                          |
| 205                          | Preben Van Hecke (BEL)       | DNF                          |
| 206                          | Kenneth Van Rooy (BEL)       | DNF                          |
| 207                          | Jordi Warlop (BEL)           | DNF                          |

| Wallonie Bruxelles WVA | Wallonie Bruxelles WVA    | Wallonie Bruxelles WVA |
| ---------------------- | ------------------------- | ---------------------- |
| Nr                     | Kolarz                    | Miejsce                |
| 211                    | Kenny Dehaes (BEL)        | DNF                    |
| 212                    | Justin Jules (FRA)        | DNF                    |
| 213                    | Lionel Taminiaux (BEL)    | DNF                    |
| 214                    | Tom Wirtgen (LUX)         | DNF                    |
| 215                    | Baptiste Planckaert (BEL) | 47.                    |
| 216                    | Franklin Six (BEL)        | 78.                    |
| 217                    | Lukas Spengler (SUI)      | DNF                    |

| Cofidis, Solutions Crédits COF | Cofidis, Solutions Crédits COF | Cofidis, Solutions Crédits COF |
| ------------------------------ | ------------------------------ | ------------------------------ |
| Nr                             | Kolarz                         | Miejsce                        |
| 221                            | Christophe Laporte (FRA)       | 39.                            |
| 222                            | Filippo Fortin (ITA)           | DNF                            |
| 223                            | Damien Touzé (FRA)             | 48.                            |
| 224                            | Geoffrey Soupe (FRA)           | DNF                            |
| 225                            | Bert Van Lerberghe (BEL)       | 71.                            |
| 226                            | Kenneth Vanbilsen (BEL)        | DNF                            |
| 227                            | Zico Waeytens (BEL)            | DNF                            |

| Direct Énergie TDE | Direct Énergie TDE       | Direct Énergie TDE |
| ------------------ | ------------------------ | ------------------ |
| Nr                 | Kolarz                   | Miejsce            |
| 231                | Niki Terpstra (NED)      | 23.                |
| 232                | Damien Gaudin (FRA)      | 34.                |
| 233                | Mathieu Burgaudeau (FRA) | DNF                |
| 234                | Pim Ligthart (NED)       | DNF                |
| 235                | Adrien Petit (FRA)       | 6.                 |
| 236                | Simon Sellier (FRA)      | DNF                |
| 237                | Anthony Turgis (FRA)     | 14.                |

| Roompot-Charles ROC | Roompot-Charles ROC        | Roompot-Charles ROC |
| ------------------- | -------------------------- | ------------------- |
| Nr                  | Kolarz                     | Miejsce             |
| 241                 | Lars Boom (NED)            | 57.                 |
| 242                 | Jesper Asselman (NED)      | DNF                 |
| 243                 | Senne Leysen (BEL)         | DNF                 |
| 244                 | Stijn Steels (BEL)         | DNF                 |
| 245                 | Sjoerd van Ginneken (NED)  | DNF                 |
| 246                 | Boy van Poppel (NED)       | 41.                 |
| 247                 | Jan-Willem van Schip (NED) | DNF                 |

## Klasyfikacja generalna
| \| Klasyfikacja generalna \| Klasyfikacja generalna \| Klasyfikacja generalna \| Klasyfikacja generalna \| Klasyfikacja generalna \| \| Kolarz \| Kolarz \| Państwo \| Drużyna \| Czas \| \| ---------------------- \| ---------------------- \| ---------------------- \| ---------------------- \| ---------------------- \| \| 1. \| Alexander Kristoff \| Norwegia \| UAE Team Emirates \| 5h 26' 04" \| \| 2. \| John Degenkolb \| Niemcy \| Trek-Segafredo \| + 0" \| \| 3. \| Oliver Naesen \| Belgia \| AG2R La Mondiale \| + 0" \| \| 4. \| Mathieu van der Poel \| Holandia \| Corendon-Circus \| + 0" \| \| 5. \| Danny van Poppel \| Holandia \| Team Jumbo-Visma \| + 0" \| \| 6. \| Adrien Petit \| Francja \| Direct Énergie \| + 0" \| \| 7. \| Matteo Trentin \| Włochy \| Mitchelton-Scott \| + 0" \| \| 8. \| Rüdiger Selig \| Niemcy \| Bora-Hansgrohe \| + 0" \| \| 9. \| Matej Mohorič \| Słowenia \| Bahrain-Merida \| + 0" \| \| 10. \| Jens Debusschere \| Belgia \| Katusha-Alpecin \| + 0" \| |                      |          |                   |            |
| |                      |          |                   |            |
| Źródło: ProCyclingStats |                      |          |                   |            |
| Klasyfikacja generalna |                      |          |                   |            |
| Kolarz | Kolarz               | Państwo  | Drużyna           | Czas       |
| 1. | Alexander Kristoff   | Norwegia | UAE Team Emirates | 5h 26' 04" |
| 2. | John Degenkolb       | Niemcy   | Trek-Segafredo    | + 0"       |
| 3. | Oliver Naesen        | Belgia   | AG2R La Mondiale  | + 0"       |
| 4. | Mathieu van der Poel | Holandia | Corendon-Circus   | + 0"       |
| 5. | Danny van Poppel     | Holandia | Team Jumbo-Visma  | + 0"       |
| 6. | Adrien Petit         | Francja  | Direct Énergie    | + 0"       |
| 7. | Matteo Trentin       | Włochy   | Mitchelton-Scott  | + 0"       |
| 8. | Rüdiger Selig        | Niemcy   | Bora-Hansgrohe    | + 0"       |
| 9. | Matej Mohorič        | Słowenia | Bahrain-Merida    | + 0"       |
| 10. | Jens Debusschere     | Belgia   | Katusha-Alpecin   | + 0"       |